# Zabrid, Jovkva
Zabrid (în ucraineană Забрід) este un sat în comuna Liubelea din raionul Jovkva, regiunea Liov, Ucraina.

## Demografie
Componența lingvistică a localității Zabrid
     Ucraineană (100%)
Conform recensământului din 2001, toată populația localității Zabrid era vorbitoare de ucraineană (100%).